# 梅里库尔 (伊夫林省)
梅里库尔（法語：Méricourt，法語發音：[meʁikuʁ]）是法国伊夫林省的一个市镇，属于芒特拉若利区。

## 地理
梅里库尔（49°2'11"N, 1°37'37"E）面积2.15 平方千米，位于法国法蘭西島大區伊夫林省，该省份为法国北部内陆省份，北起瓦兹河谷省，西接厄尔省，西南接厄尔-卢瓦省，东南接埃松省，东临上塞纳省。
与梅里库尔接壤的市镇（或旧市镇、城区）包括：弗勒讷斯、盖尔讷、塞纳河畔穆索、罗勒布瓦斯、圣马丹拉加雷讷。

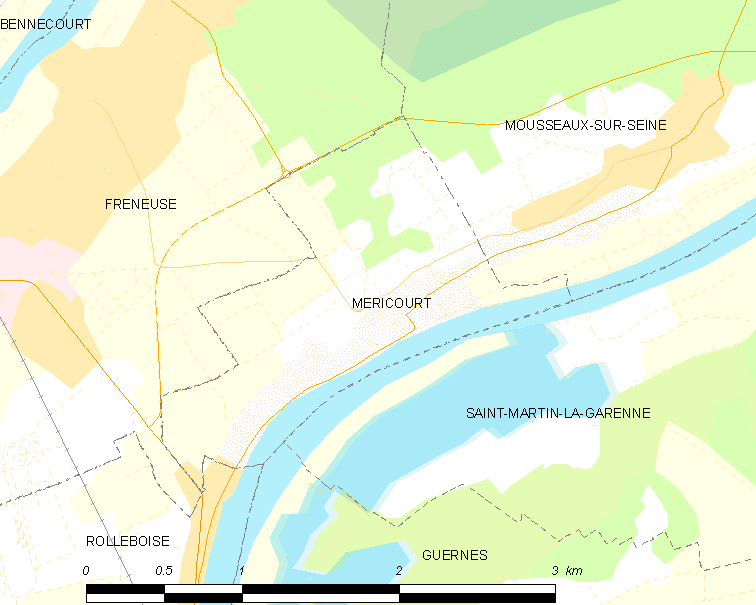
的OSM定位图

梅里库尔的时区为UTC+01:00、UTC+02:00（夏令时）。

## 行政
梅里库尔的邮政编码为78270，INSEE市镇编码为78391。

## 政治
梅里库尔所属的省级选区为塞纳河畔博尼耶尔县。

## 人口

1962-2008年间人口变化图示

梅里库尔于2022年1月1日时的人口数量为378人。